# صورت جریان وجوه نقد

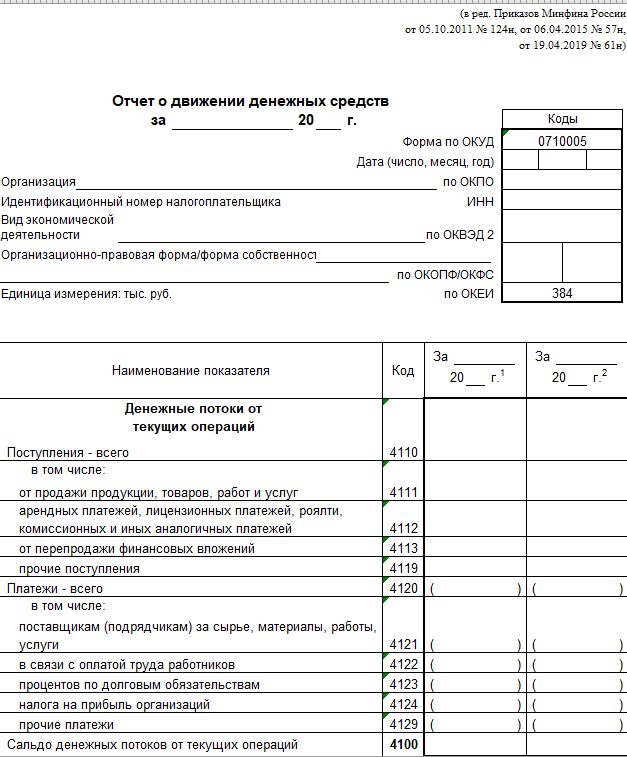
صورت جریان وجوه نقد

صورت جریان وجوه نقد، (به انگلیسی: cash flow statement) در حسابداری مالی به یک صورت مالی که حاوی گزارش جریان نقدینگی در فعالیت‌های عملیاتی، مالی و سرمایه‌گذاری ترازنامه یک شرکت است، اطلاق می‌گردد. برای شرکت‌های بزرگ این گزارش‌ها عموماً با مجموعه‌ای از یادداشت‌های توضیحی راجع به آیتم‌های درج شده در گزارش‌ها همراه هستند، که جزئیات بیشتری را از گزارش افشا می‌کنند. این یادداشت‌ها اجزاء جدا نشدنی صورت‌های مالی اساسی می‌باشند.
اقلام صورت جریان وجوه نقد
- دریافت‌ های نقدی که از افزایش سرمایه ناشی خواهند شد
- از صرف سهام دریافت‌های نقدی حاصل خواهند شد
- فروش و خرید سهام خزانه